# Ukrainer (Pferd)
Der Ukrainer ist eine Pferderasse aus der Ukraine (Ukrainisch: Український верховий кінь).
Hintergrundinformationen zur Pferdebewertung und -zucht finden sich unter: Exterieur, Interieur und Pferdezucht.

## Exterieur
Der Ukrainer erreicht ein Stockmaß von maximal 1,63 cm. Sein Körper ist edel und wohlproportioniert. Der manchmal etwas große Kopf hat ein gerades Profil. Die Ohren des Ukrainers sind mittelgroß, seine Augen und Nüstern groß. 
Bei den Ukrainern kommen überwiegend Füchse, aber auch andere Fellfarben wie Braune oder Rappen vor.

## Interieur
Ukrainer sind gutmütige und willige Tiere. Da sie sowohl kräftig als auch ausdauernd sind und über raumgreifende Bewegungen verfügen, sind sie erstklassige Turnierpferde, die vom Springreiten über die Dressur bis hin zu Vielseitigkeit und Rennsport in vielen Disziplinen Verwendung finden. Sie werden außerdem als Reit- und Fahrpferde eingesetzt.

## Zuchtgeschichte
Die Zucht des Ukrainers begann nach dem Zweiten Weltkrieg. Man kreuzte Nonius-, Furioso-North-Star-, Gidran- sowie einheimische Stuten mit Vollblut-, Trakehner- und Hannoveranerhengsten.